# 桜京美
桜 京美（さくら きょうみ、1930年6月3日 - 1988年11月10日ごろ）は、日本の女優、声優。最終所属はアクターズプロモーション。

## 略歴・人物
東京出身。5歳の時、キングレコードから童謡歌手としてデビュー。エヌ・エー・シーに所属していた。
戦後は劇団たんぽぽに入り、1954年からは喜劇女優として主にテレビやラジオで活動。1958年開始のテレビ番組『お笑い三人組』で真知子役として人気を博し、人形劇『チロリン村とくるみの木』や吹き替えなどでは声優としても活動。
その後は女優・声優業と並行しテレビタレントとしても活動していたが、病気などを理由に1985年頃から芸能界の仕事を離れるようになる。
1987年に胃の手術を受ける。1988年3月には芸能事務所と契約し、再起を目指していた。
1989年1月6日、少し前から連絡がとれなくなったことで不審に思ったマネージャーが千葉県山武郡大網白里町（現:大網白里市）の自宅を訪ねたところ、こたつの脇でうつ伏せに倒れているのを発見し、その後死亡が確認された。58歳没。遺体は腐乱し、吐血の跡があったという。警察の捜査で事件性は無いこと、部屋に残され「だるい」「血便が出る」などと書かれた日記用手帳の日付が前年11月10日で途切れていたことから、その頃に病死し、独居していたため約二ヶ月間気付かれずにいたと推測されている。当時はまだ「孤独死」という言葉が一般的でなく、その訃報は衝撃をもって伝えられた。
同業者でもある小桜京子とは名前が似ているためよく混同されたが、その小桜とはフジテレビ『ライオンのいただきます』やTBS『ロボッタン』で共演したことがある。ちなみに桜が死去した際、小桜の元に献花が届いた、というエピソードもある。

## 出演

### 映画
- 歌くらべ三羽烏（1955年） - 万引女
- 欲（1958年） - あきん
- すっ飛び五十三次（1958年） - 女中お照
- グラマ島の誘惑（1959年） - 太田みよ
- 続べらんめえ芸者（1960年） - 年ちゃん
- ひばり民謡の旅 べらんめえ芸者佐渡へ行く（1961年） - 登美
- 民謡の旅・桜島 おてもやん（1962年） - 春子
- ひばりの佐渡情話（1962年） - 友房お玉
- 天下の御意見番（1962年） - お仲
- 三百六十五夜（1962年） - 情婦かなめ
- 若様やくざ 江戸っ子天狗（1963年） - お徳
- 馬鹿まるだし（1964年）
- いいかげん馬鹿（1964年） - ぽん太
- 何処へ（1964年） - 木山安子
- 若親分（1965年） - お春
- 雪国（1965年） - 金太郎
- 女の賭場（1966年） - おとよ
- 愛の讃歌（1967年） - ハツ
- 濡れた逢びき（1967年） - 政代
- 春日和（1967年、松竹）
- 喜劇急行列車（1967年）
- 女と味噌汁（1968年） - 染丸
- 江戸川乱歩全集 恐怖奇形人間（1969年） - 看護婦
- こちら55号 応答せよ!危機百発（1970年） - 静代
- 温泉こんにゃく芸者（1970年） - かえる
- 女賭博師壷くらべ（1970年）
- 谷岡ヤスジのメッタメタガキ道講座（1971年） - 弘子
- ヤスジのポルノラマ やっちまえ!!（1971年）
- ニッポン警視庁の恥といわれた二人 刑事珍道中（1980年） - 組長の妻

### テレビドラマ
- お笑い三人組（NHK）
- あすをつげる鐘（NHK）
- てなもんや三度笠（朝日放送＝当時はTBS系）
- 忍者ハットリくん 第2話「学校騒動」（1966年、NET / 東映京都テレビプロ）
- 忍者ハットリくん+忍者怪獣ジッポウ 第18話「ジッポウの病気は特大でござる」（1967年、NET / 東映） - ギャング団のボス
- 水戸黄門（TBS / C.A.L）
  - 第1部
    - 第15話「わしは天下の風呂番だ -今治-」（1969年11月10日） - お夏

  - 第12部
    - 第23話「弥七を騙った悪い奴 -善光寺-」（1982年2月1日） - お仲
- プレイガール 第191話「女の任侠」（1972年、12ch） - 初江
- 銭形平次 第367話「日陰に散った涙花」（1973年、CX） - お倉
- 大江戸捜査網（12ch / 三船プロ)
  - 第482話「嘘と誠の夫婦雛」（1981年）
  - 第517話「白い肌に咲く牡丹の刺青」（1981年） - おまつ
  - 第541話「飛脚屋殺し 白い肌の裏切り」（1982年） - おかつ
  - 第576話「悪徳おんな市場・不倫の罠」（1982年12月25日）
  - 第612話「下手人は父ちゃんだ!」（1983年） - おまさ
  - 第633話「涙の再会! 素浪人はぐれ唄」（1984年） - おひさ
- 太陽にほえろ!（NTV）
  - 第485話「ウサギとカメ」（1981年11月27日）
  - 第505話「ジプシーの涙」（1982年4月30日） - 姉妹を知る主婦
- 赤かぶ検事奮戦記 第2シリーズ 第3話「趣味は泥棒」（1981年12月11日、ABC）
- 噂の刑事トミーとマツ 第1シリーズ 第14話「愛の酔拳 オソ松失恋の恐怖」（1980年、TBS） - 美容師
- 時代劇スペシャル「十六文からす堂　江戸占い謎を斬る」（1982年7月16日、CX）
- 特捜最前線 第313話「父と子のブルートレイン!」（1983年、ANB）
- 火曜サスペンス劇場「幻の女を探せ」（1983年7月26日、NTV）
- 西部警察 PART-III 第67話「真夜中のゲーム」（1984年10月14日、ANB / 石原プロ）
- 暴れん坊将軍II 第119話「吉宗がまさか! 結婚詐欺!?」（1985年、ANB / 東映） - 仲居
- 月曜ワイド劇場「今、いじめが爆発する! 茶巾しぼり、白墨チーズ、リンチ、自殺･････70%の子供がいじめられる!!」（1985年4月22日、ANB）
- ただいま絶好調! 第2話「旅芝居ロック一座」（1985年、ANB / 石原プロ）
- 土曜ワイド劇場「人妻詐欺師 血に染まった5000万円」（1985年7月20日、ANB）

### テレビアニメ
- ルパン三世 (TV第2シリーズ)（日本テレビ）
  - 第23話「第4次元の魔女」（1978年） - 峰ブジ子[要出典]
  - 第70話「クラシック泥棒と九官鳥」（1979年） - ボニー・パーカー[要出典]
- ルパン三世 PARTIII（読売テレビ・日本テレビ系）
  - 第49話「父っつあんが養子になった日」（1985年） - マダム・テキーラ[要出典]

### 吹き替え
- アイ・ラブ・ルーシー（ルーシー・リカード〈ルシル・ボール〉）
- 雨に唄えば（リナ〈ジーン・ヘイゲン〉）※NHK版
- おかしな夫婦（グウェン〈サンディ・デニス〉）
- チンパン探偵ムッシュバラバラ（マダム大三元）
- 野郎どもと女たち（アデレイド〈ヴィヴィアン・ブレイン〉[8]）
- のぞき（オブライエン〈レスリー・キャロン〉）
- シナトラ徹底こきおろし大会（〈ルース・バジー〉）
- 1941（ジョーン・ダグラス〈ロレイン・ゲイリー〉）

### 人形劇
- チロリン村とくるみの木（NHK） - カッパのコン吉

### ラジオ番組
- 天晴れ風来坊（NHKラジオ第1） - 新吉